# Арджеш (річка)
Арджеш (рум. Argeș) — річка на півдні Румунії. Ліва притока Дунаю. Довжина Арджеш становить 350 км. Площа басейну — 12 600 км². Починається у горах Фегераш, у південних Карпатах, і впадає в Дунай біля міста Олтеніца (Келераш).

## Загальний опис
Арджеш — річка з повільною й спокійною течією. Живлення змішане: снігове, дощове й підземне. Водний режим річки визначається добре вираженою весняною повінню, регулярним осіннім підняттям рівня води.

## Назва
Походження назви річки Арджеш неясне. За однією із теорій, походження назви річки Арджеш є назва столиці даків Argedava..
За іншою теорією, назва річки походить від печенізького слова argiș.

## Використання
Річка Арджеш і деякі її притоки мають значні гідроенергетичні ресурси та використовуються в гідроенергетиці.

## ГЕС
На річці розташовано ГЕС Корбені (Відрару).

## Населені пункти над річкою Арджеш
Від витоків до гирла над Арджеш розташовані Кепециненій-Унгурень, Кепециненій-Пеминтень, Поєнарі, Корбень, Букшенешть, Ротунда, Албештій-Пеминтень, Куртя-де-Арджеш, Зігонень, Бейкулешть, Арджешань, Стежарі, Менічешть, Вилчелеле, Малу-Винет, Мерішань, Борлешть, Верзару, Доброгостя, Скіау, Басков, Пітешть, Голешть, Катанеле, Кошері, Кетяска, Балотяска.

## Галерея

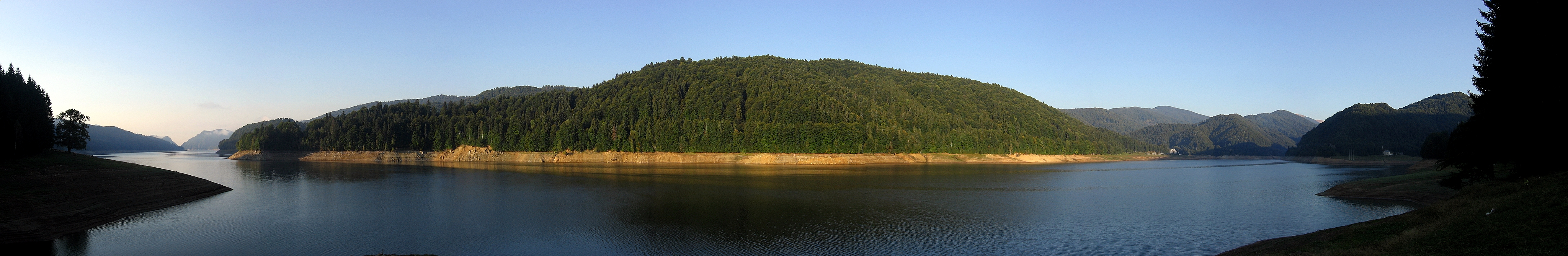